# Chamaesiphon
Chamaesiphon ist eine Gattung von Cyanobakterien, die zur Familie der Chamaesiphonaceae gehört. Die Gattung ist auf der ganzen Erde (kosmopolitisch) verbreitet.

## Beschreibung
Die Vertreter der Untergattung Chamaesiphon (auch Chamaesiphonopsis) sind einzellig, solitäre, mehr oder weniger langgestreckte Zellen oder Zellgruppen, die mit dem Substrat (Untergrund) verbunden sind. Die Vertreter der Untergattung Godlewskia (Janczewski) Geitler 1925 bilden mikroskopische strauchartige Kolonien oder geschichtete, schmale Matten mit dicht und parallel versammelten Zellen auf Steinen oder untergetauchten Pflanzen, senkrecht zum Substrat orientiert. Die Existenz und eindeutige Abgrenzbarkeit der Untergattungen wurde aber in Frage gestellt.
Die Zellen sind am basalen Ende durch ein kleines Schleimpolster mit dem Substrat verbunden (ausgenommen die Zellen in oberen Teilen von mehrschichtigen Kolonien).
Die verschiedenen Arten wachsen sessil (festsitzend) auf Steinen, epiphytisch auf Wasserpflanzen oder Algen, eine auch epizoisch auf planktonischen Krustentieren.
Die Form der Zellen ist oval, zylindrisch oder keulenförmig, sie sind dabei an der Sitze (Apex) abgerundet.
Der Zellinhalt (Zytoplasma) erscheint grau, blaugrün oder rötlich, meist feinkörnig.
Die Thylakoide sind meist peripher lokalisiert.
Die Zellen teilen sich durch Querspaltung, und zwar meist asymmetrisch in der Nähe des Apex. An der Spitze entstehen (apikale) Tochterzellen als Exozyten.
Die Zellteilung am apikalen Ende kann sich mehrmals wiederholen. Die Exozyten sind beweglich, bleiben mit der Mutterzelle verbunden oder trennen sich vollständig und heften sich danach wieder direkt an das Substrat.

## Verbreitungsgebiet
Viele Arten haben ein begrenztes geographisches Verbreitungsgebiet, beispielsweise Gebirgsbäche in den Alpen bzw. Karpaten. Die Gattung insgesamt kommt jedoch weltweit (kosmopolitisch) vor. In den Flüssen und Bächen der österreichischen Alpen können Chamaesiphon-Arten sogar bis zu 70 % der Oberfläche von Felsen und Steinen im Wasser überwuchern; sie müssen daher eine wichtige, aber noch nicht untersuchte Rolle in der Ökologie dieser Wasserläufe spielen.

## Arten

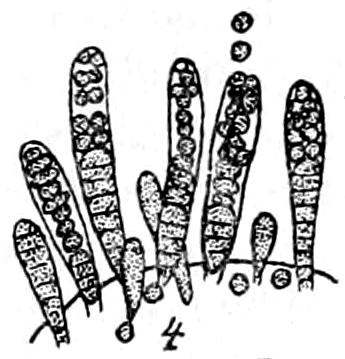
Illustration von Chamaesiphon confervicola, 1910

Eine Auswahl der Spezies nach GBIF, AlgaeBase und NCBI:
- Chamaesiphon amethystinus (Rostaf.) Lemmerm.
- Chamaesiphon britannicus (F. E. Fritsch) Komárek & Anagn.[2]
- Chamaesiphon carpaticus Starmach
- Chamaesiphon confervicola A. Braun (Typus)
- Chamaesiphon fuscus (Rostafinski) Hansgirg[2]
- Chamaesiphon geitleri H. Luther[2][4]
- Chamaesiphon polonicus (Rostaf.) Hansgirg[6][7][4]
- Chamaesiphon starmachii Kann[4]
- Chamaesiphon stratosus Sant’Anna, Gama, Azevedo & Komárek[2]
- Chamaesiphon tibeticus C.-C.Jao